# Lijst van voetbalinterlands Finland - Turkije
Deze lijst van voetbalinterlands is een overzicht van alle officiële voetbalwedstrijden tussen de nationale teams van Finland en Turkije. De landen speelden tot op heden veertien keer tegen elkaar. De eerste ontmoeting betrof een vriendschappelijke wedstrijd, gespeeld in Helsinki op 17 juni 1924. Het laatste duel, een kwalificatiewedstrijd voor het Wereldkampioenschap 2018, vond plaats op 9 oktober 2017 in Turku.

## Wedstrijden
| №  | Plaats   | Datum             | Competitie           | Wedstrijd         | Uitslag |
| -- | -------- | ----------------- | -------------------- | ----------------- | ------- |
| 1  | Helsinki | 17 juni 1924      | Vriendschappelijk    | Finland – Turkije | 2 – 4   |
| 2  | Helsinki | 25 augustus 1976  | Vriendschappelijk    | Finland – Turkije | 2 – 1   |
| 3  | Ankara   | 6 april 1977      | Vriendschappelijk    | Turkije – Finland | 1 – 2   |
| 4  | Antalya  | 31 oktober 1984   | WK 1986 kwalificatie | Turkije – Finland | 1 – 2   |
| 5  | Tampere  | 25 september 1985 | WK 1986 kwalificatie | Finland – Turkije | 1 – 0   |
| 6  | Adana    | 12 februari 1992  | Vriendschappelijk    | Turkije – Finland | 1 – 1   |
| 7  | Helsinki | 4 oktober 1995    | Vriendschappelijk    | Finland – Turkije | 0 – 0   |
| 8  | Helsinki | 2 juni 1996       | Vriendschappelijk    | Finland – Turkije | 1 – 2   |
| 9  | Denizli  | 12 februari 1997  | Vriendschappelijk    | Turkije – Finland | 1 – 1   |
| 10 | Istanbul | 14 oktober 1998   | EK 2000 kwalificatie | Turkije – Finland | 1 – 3   |
| 11 | Helsinki | 5 juni 1999       | EK 2000 kwalificatie | Finland – Turkije | 2 – 4   |
| 12 | Duisburg | 29 mei 2008       | Vriendschappelijk    | Finland – Turkije | 0 – 2   |
| 13 | Antalya  | 24 maart 2017     | WK 2018 kwalificatie | Turkije – Finland | 2 – 0   |
| 14 | Turku    | 9 oktober 2017    | WK 2018 kwalificatie | Finland – Turkije | 2 – 2   |

## Samenvatting
| Competitie        | Totaal gespeeld | Winst Finland | Gelijk | Winst Turkije | Doelsaldo Finland – Turkije |
| ----------------- | --------------- | ------------- | ------ | ------------- | --------------------------- |
| WK-kwalificatie   | 4               | 2             | 1      | 1             | 5 − 5                       |
| EK-kwalificatie   | 2               | 1             | 0      | 1             | 5 − 5                       |
| Vriendschappelijk | 8               | 2             | 3      | 3             | 9 − 12                      |
| Totaal            | 14              | 5             | 4      | 5             | 19 − 22                     |

Wedstrijden bepaald door strafschoppen worden, in lijn met de FIFA, als een gelijkspel gerekend.

## Details

### Vierde ontmoeting
| WK 1986 kwalificatie (Antalya, Turkije, 31 oktober 1984): |       |                                 |
| Turkije                                                   | 1 – 2 | Finland                         |
| Ilyas Tüfekci 78' (pen.)                                  | goals | 10' Ari Hjelm 56' Mika Lipponen |

### Vijfde ontmoeting
| WK 1986 kwalificatie (Tampere, Finland, 25 september 1985): |       |         |
| Finland                                                     | 1 – 0 | Turkije |
| Jari Rantanen 37'                                           | goals |         |

### Zevende ontmoeting
| Vriendschappelijk (Helsinki, Finland, 4 oktober 1995):  |       |         |
| Finland                                                 | 0 – 0 | Turkije |
|                                                         | goals |         |
| - Debuut van Sami Mahlio en Sami Väisänen voor Finland. |       |         |

### Twaalfde ontmoeting
| Vriendschappelijk (Duisburg, Duitsland, 29 mei 2008): |              | |
| Turkije | 2 – 0        | Finland |
| Tuncay Şanlı 15' Semih Şentürk 88' | goals        | |
| Fatih Terim | bondscoach   | Stuart Baxter |
| Volkan Demirel Gökhan Zan Servet Çetin Hakan Balta Sabri Sarıoğlu Mehmet Aurélio 87' Emre Belözoğlu 90' Hamit Altintop 78' Tuncay Şanlı 67' Nihat Kahveci 82' Mevlüt Erdinç 74' | opstellingen | 46' Peter Enckelman Toni Kuivasto 53' Juha Pasoja Ari Nyman 81' Toni Kallio Joonas Kolkka Mika Väyrynen 61' Markus Heikkinen Roman Jerjomenko 61' Aleksej Jerjomenko 78' Mikael Forssell |
| Arda Turan 67' Colin Kâzım-Richards 74' Ayhan Akman 78' Semih Şentürk 82' Mehmet Topal 87' Gökdeniz Karadeniz 90'                                                               | wissels      | 46' Otto Fredrikson 53' Veli Lampi 61' Jonatan Johansson 61' Jari Litmanen 78' Berat Sadik 81' Niklas Moisander                                                                          |
| Tuncay Şanlı 20' | gele kaarten | |

### Dertiende ontmoeting
| WK 2018 kwalificatie (Antalya, Turkije, 24 maart 2017): |       |         |
| Turkije                                                 | 2 – 0 | Finland |
| Cenk Tosun 9', 13'                                      | goals |         |

### Veertiende ontmoeting
| WK 2018 kwalificatie (Turku, Finland, 9 oktober 2017): |       |                     |
| Finland                                                | 2 – 2 | Turkije             |
| Paulus Arajuuri 76' Joel Pohjanpalo 88'                | goals | 57', 83' Cenk Tosun |

Finse voetbalbond · A-internationals · Bondscoaches · Statistieken · Fins vrouwenelftal · Olympisch elftal · Finland U21 · Finland U20 · Finland U19 · Finland U18 · Finland U17 · Finland U16
1911 – 1919 ·
1920 – 1929 ·
1930 – 1939 ·
1940 – 1949 ·
1950 – 1959 ·
1960 – 1969 ·
1970 – 1979 ·
1980 – 1989 ·
1990 – 1999 ·
2000 – 2009 ·
2010 – 2019 ·
2020 − 2029
EK 2020
OS 1912 ·
OS 1936 ·
OS 1952 ·
OS 1980
1911 · 
1912 · 
1913 · 
1914 · 
1915 · 1916 · 1917 · 1918 · 
1919 · 
1920 · 
1921 · 
1922 · 
1923 · 
1924 · 
1925 · 
1926 · 
1927 · 
1928 · 
1929 · 
1930 · 
1931 · 
1932 · 
1933 · 
1934 · 
1935 · 
1936 · 
1937 · 
1938 · 
1939 · 
1940 · 
1941 · 
1942 · 
1943 · 
1944 · 
1945 · 
1946 · 
1947 · 
1948 · 
1949 · 
1950 · 
1952 · 
1952 · 
1953 · 
1954 · 
1955 · 
1956 · 
1957 · 
1958 · 
1959 · 
1960 · 
1961 · 
1962 · 
1963 · 
1964 · 
1965 · 
1966 · 
1967 · 
1968 · 
1969 · 
1970 · 
1971 · 
1972 · 
1973 · 
1974 · 
1975 · 
1976 · 
1977 · 
1978 · 
1979 · 
1980 · 
1981 · 
1982 · 
1983 · 
1984 · 
1985 · 
1986 · 
1987 · 
1988 · 
1989 · 
1990 · 
1991 · 
1992 · 
1993 · 
1994 · 
1995 · 
1996 · 
1997 · 
1998 · 
1999 · 
2000 · 
2001 · 
2002 · 
2003 · 
2004 · 
2005 · 
2006 · 
2007 · 
2008 · 
2009 · 
2010 · 
2011 · 
2012 · 
2013 · 
2014 · 
2015 · 
2016 · 
2017 · 
2018 ·
2019 ·
2020
Albanië ·
Algerije ·
Andorra ·
Armenië ·
Azerbeidzjan ·
Bahrein ·
Barbados ·
België ·
Bermuda ·
Bolivia ·
Bosnië en Herzegovina ·
Brazilië ·
Bulgarije ·
Canada ·
Chili ·
China ·
Colombia ·
Costa Rica ·
Cyprus ·
Denemarken ·
DDR ·
(West-)Duitsland ·
Ecuador ·
Egypte ·
Engeland ·
Estland ·
Faeröer ·
Frankrijk ·
Georgië ·
Griekenland ·
Honduras ·
Hongarije ·
Ierland ·
IJsland ·
India ·
Irak ·
Israël ·
Italië ·
Japan ·
Jemen ·
Joegoslavië ·
Jordanië ·
Kameroen ·
Kazachstan ·
Koeweit ·
Kosovo ·
Kroatië ·
Letland ·
Liechtenstein ·
Litouwen ·
Luxemburg ·
Maleisië ·
Malta ·
Marokko ·
Mexico ·
Moldavië ·
Montenegro ·
Nederland ·
Noord-Ierland ·
Noord-Korea ·
Noord-Macedonië ·
Noorwegen ·
Oekraïne · 
Oman ·
Oostenrijk ·
Peru ·
Polen ·
Portugal ·
Qatar ·
Roemenië ·
Rusland ·
San Marino ·
Saoedi-Arabië ·
Schotland ·
Servië ·
Servië en Montenegro ·
Singapore ·
Slovenië ·
Slowakije ·
Sovjet-Unie ·
Spanje ·
Thailand ·
Trinidad en Tobago ·
Tsjechië ·
Tsjecho-Slowakije ·
Tunesië ·
Turkije ·
Uruguay ·
Verenigde Arabische Emiraten ·
Verenigde Staten ·
Wales ·
Wit-Rusland ·
Zuid-Korea ·
Zweden ·
Zwitserland
België (2021) · 
Denemarken (2021) · 
Rusland (2021)
TFF · A-internationals · Selecties · Bondscoaches · Turks vrouwenelftal · Olympisch elftal · Turkije U21 · Turkije U20 · Turkije U19 · Turkije U18 · Turkije U17 · Turkije U16
1923 – 1929 · 
1930 – 1939 · 
1940 – 1949 · 
1950 – 1959 · 
1960 – 1969 · 
1970 – 1979 · 
1980 – 1989 · 
1990 – 1999 · 
2000 – 2009 · 
2010 – 2019 ·
2020 − 2029
EK 1996 · 
EK 2000 · 
EK 2008 · 
EK 2016 ·
EK 2020 ·
EK 2024 · WK 1954 · WK 2002 · OS 1924 · 
OS 1928 · 
OS 1936 · 
OS 1948 · 
OS 1952 · 
OS 1960
1923 · 
1924 · 
1925 · 
1926 · 
1927 · 
1928 · 
1929 · 1930 · 
1931 · 
1932 · 
1933 · 1934 · 1935 · 
1936 · 
1937 · 
1938 · 1939 · 1940 · 1941 · 1942 · 1943 · 1944 · 1945 · 1946 · 1947 · 
1948 · 
1949 · 
1950 · 
1952 · 
1952 · 
1953 · 
1954 · 
1955 · 
1956 · 
1957 · 
1958 · 
1959 · 
1960 · 
1961 · 
1962 · 
1963 · 
1964 · 
1965 · 
1966 · 
1967 · 
1968 · 
1969 · 
1970 · 
1971 · 
1972 · 
1973 · 
1974 · 
1975 · 
1976 · 
1977 · 
1978 · 
1979 · 
1980 · 
1981 · 
1982 · 
1983 · 
1984 · 
1985 · 
1986 · 
1987 · 
1988 · 
1989 · 
1990 · 
1991 · 
1992 · 
1993 · 
1994 · 
1995 · 
1996 · 
1997 · 
1998 · 
1999 · 
2000 · 
2001 · 
2002 · 
2003 · 
2004 · 
2005 · 
2006 · 
2007 · 
2008 · 
2009 · 
2010 · 
2011 · 
2012 · 
2013 · 
2014 · 
2015 ·
2016 ·
2017 ·
2018 ·
2019 ·
2020 ·
2021 ·
2022 ·
2023 ·
2024
Albanië ·
Algerije ·
Andorra ·
Angola ·
Armenië ·
Australië ·
Azerbeidzjan ·
België ·
Bosnië en Herzegovina ·
Brazilië ·
Bulgarije ·
Canada ·
Chili ·
China ·
Colombia ·
Costa Rica ·
DDR ·
Denemarken ·
Duitsland ·
Ecuador ·
Egypte ·
Engeland ·
Estland ·
Ethiopië ·
Faeröer ·
Finland ·
Frankrijk ·
Georgië ·
Ghana ·
Gibraltar ·
Griekenland ·
Guinee ·
Honduras ·
Hongarije ·
Ierland ·
IJsland ·
Irak ·
Iran ·
Israël ·
Italië ·
Ivoorkust ·
Japan ·
Joegoslavië ·
Kameroen ·
Kazachstan ·
Kosovo ·
Kroatië ·
Letland ·
Libanon ·
Libië ·
Liechtenstein ·
Litouwen ·
Luxemburg ·
Maleisië ·
Malta ·
Moldavië ·
Montenegro · 
Nederland ·
Nieuw-Zeeland ·
Noord-Ierland ·
Noord-Macedonië ·
Noorwegen ·
Oekraïne ·
Oezbekistan ·
Oostenrijk ·
Pakistan ·
Paraguay ·
Polen ·
Portugal ·
Qatar · 
Roemenië ·
Rusland ·
San Marino ·
Saoedi-Arabië ·
Schotland ·
Senegal ·
Servië ·
Slovenië · 
Slowakije ·
Sovjet-Unie ·
Spanje ·
Syrië ·
Tsjechië ·
Tsjecho-Slowakije ·
Tunesië ·
Uruguay ·
Verenigde Staten ·
Wales ·
Wit-Rusland ·
Zuid-Afrika ·
Zuid-Korea ·
Zweden ·
Zwitserland
Brazilië (2002, 1) · 
Costa Rica (2002) · 
Duitsland (2008) · 
Italië (2021) · 
Kroatië (2008) · 
Kroatië (2016) · 
Portugal (2008) · 
Spanje (2016) · 
Tsjechië (2008) · 
Wales (2021) · 
Zwitserland (2008) · 
Zwitserland (2021)